# 中国共产党汉寿县委员会
中国共产党汉寿县委员会（简称中共汉寿县委）是中国共产党在湖南省常德市汉寿县的领导机关。

## 沿革
1927年1月，中国共产党汉寿县委员会成立。

### 反腐败工作
2017年1月4日，刘定青涉嫌严重违纪接受组织调查，刘定青受贿231.932149万元、美金1万美元，说明来源的违法所得990多万元，976多万元的财产不能说明来源，2019年4月24日，刘定青以受贿罪、巨额财产来源不明罪判处有期徒刑6年。
2020年6月，谭本仲涉嫌严重违纪违法接受湖南省纪委监委纪律审查和监察调查，11月30日遭到双开处分，2022年12月判处无期徒刑。

## 职责
根据《中国共产党地方委员会工作条例》，中国共产党地方委员会主要实行政治、思想和组织领导，承担下列职能：
1. 对本地区重大问题作出决策。
2. 通过法定程序使党组织的主张成为地方性法规、地方政府规章或者其他政令。
3. 加强对本地区宣传思想文化工作的领导，牢牢掌握意识形态工作领导权、话语权。
4. 按照干部管理权限任免和管理干部，向地方国家机关、政协组织、人民团体、国有企事业单位等推荐重要干部。
5. 支持和保证人大、政府、政协、法院、检察院、人民团体等依法依章程独立负责、协调一致地开展工作，发挥这些组织中党组的领导核心作用。
6. 加强对本地区群团工作和统一战线工作的领导。
7. 动员、组织所属党组织和广大党员，团结带领群众实现党的目标任务。

## 历任书记
| 姓名   | 就任日期   | 卸任日期   | 备注        |
| ------ | ---------- | ---------- | ----------- |
| 杨先平 | 2000年9月  |            |             |
| 刘定青 | 2007年4月  | 2011年12月 | [ 4 ]       |
| 谭本仲 | 2011年12月 | 2015年4月  | [ 5 ]       |
| 罗先东 | 2015年4月  | 2016年8月  | [ 6 ]       |
| 杨昶   | 2016年7月  | 2019年12月 | [ 7 ] [ 8 ] |
| 车世忠 | 2020年4月  | 2022年1月  | [ 9 ]       |
| 周功表 | 2022年1月  |            | [ 10 ]      |